# Michalakis Karaolis

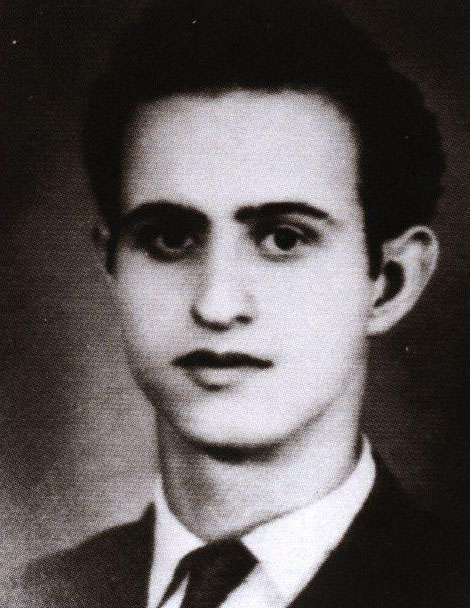
Michalakis Karaolis

Michalakis Karaolis (griechisch Μιχαλάκης Καραολής, auch Michalis Karaolis; * 13. Februar 1933 in Palechori (Bezirk Nikosia); † 10. Mai 1956 in Nikosia) war ein zyprischer Widerstandskämpfer gegen die britischen Kolonialherren, der gefangen, verurteilt und hingerichtet wurde.

## Leben
Karaolis war das vierte Kind von Panagiota und Savvas Karaolis. Er stammte aus ärmlichen Verhältnissen und besuchte nach der Grundschule von Palechori mit einem Stipendium die Englische Schule Nikosia. Nach seinem Schulabschluss wurde er Finanzbeamter.
Neben seiner Arbeit war Karaolis Leichtathlet. Er trat für seinen Verein ΑΠΟΕΛ erfolgreich bei Läufen über die Strecken von 800, 1500 und 5.000 Metern an, bis zu dem Zeitpunkt, als er 1955 aktiv im Widerstandskampf der EOKA wurde. Außer ihm traten auch andere Mitglieder seines Sportvereins dem bewaffneten Kampf gegen die Kolonialmacht bei.

## Im Widerstand

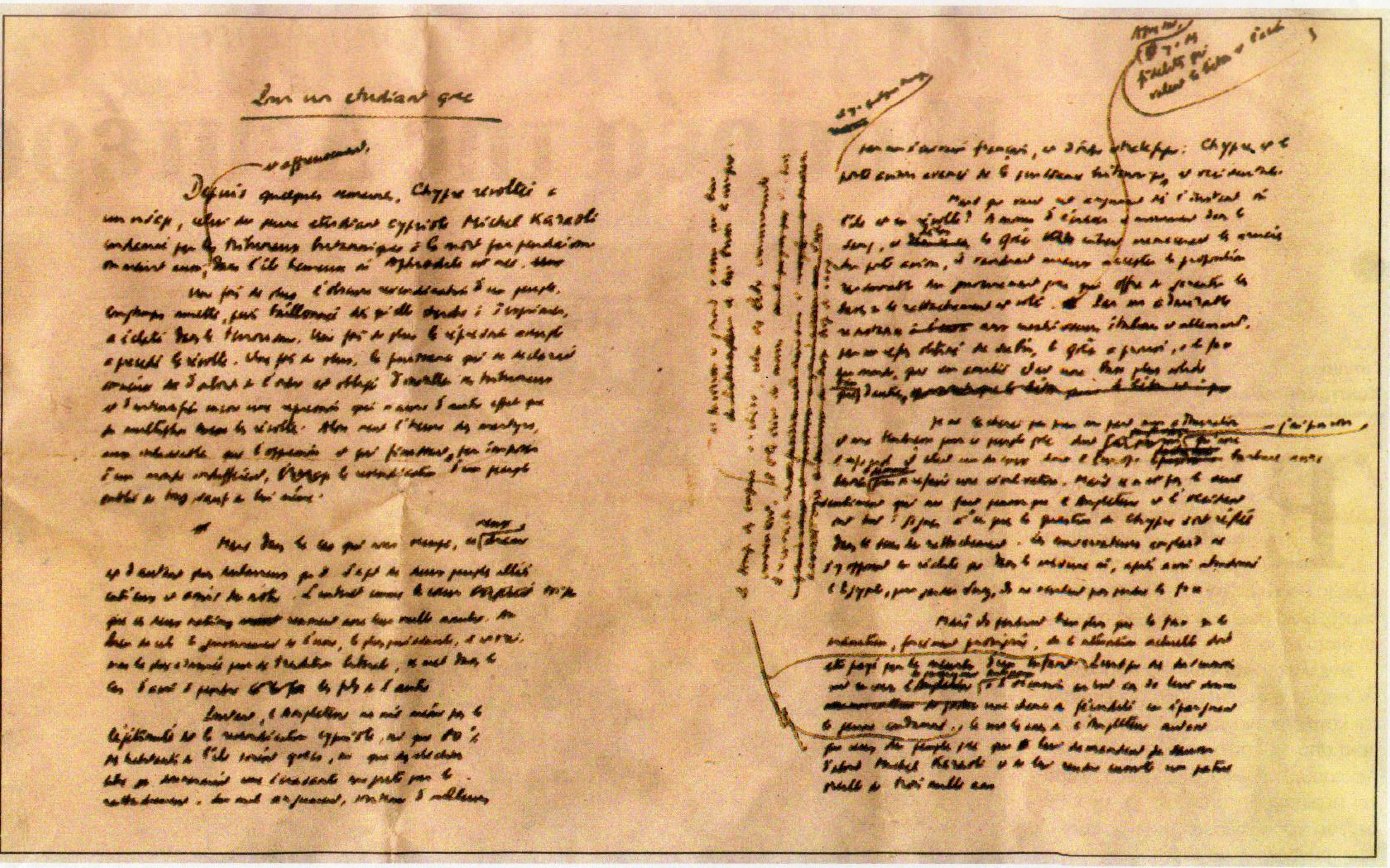
Gnadengesuch geschrieben von Albert Camus

Karaolis gehörte zu den ersten Personen, die sich der EOKA (Εθνική Οργάνωσις Κυπρίων Αγωνιστών, Ethniki Organosis Kyprion Agoniston, deutsch ‚Nationale Organisation zypriotischer Kämpfer‘) anschlossen, und nahm mit der Gruppe von Polykarpos Georkatzis, der ebenfalls aus Palechori stammte, am Befreiungskampf teil. Zu seinen ersten Aktivitäten im bewaffneten Widerstand zählte die Sprengung der Finanzbehörde, bei der er gearbeitet hatte, mit einer Zeitbombe.
Am 28. August 1955 töteten Karaolis gemeinsam mit Andreas Panagiotou den Polizisten Hirodotos Poullis, Mitglied der britischen „Special Branch“ Abteilung und von der EOKA als Verräter charakterisiert, in der Lydras Straße von Nikosia, als dieser an einer Versammlung der AKEL (Ανορθωτικό Κόμμα Εργαζόμενου Λαού, Anorthotiko Komma Ergazomenou Laou, deutsch Fortschrittliche Partei des arbeitenden Volkes)  teilnahm. Panagiotou konnte fliehen, während Karaolis in einem Hinterhalt von den britischen Streitkräften gefangen genommen und im Zentralgefängnis von Nikosia inhaftiert wurde.
Im Prozess gegen Karaolis war Rauf Denktaş Vertreter der Staatsanwaltschaft, die Verteidigung hatte eine Gruppe von Rechtsanwälten unter Stelios Pavlidis übernommen. Nach wenigen Verhandlungstagen wurde Karaolis am 28. Oktober zum Tode verurteilt, obwohl die Kugel, die den griechisch-zypriotischen Polizisten getötet hatte, aus der Waffe von Panagiotou stammte. Wahrscheinlich bestraften die Briten Karaolis dafür, dass er Panagiotou während des Verhörs nicht verriet. Die Verurteilung stützte sich auf die Aussagen von zwei türkisch-zypriotischen Zeugen. Gegen das Urteil wurde Berufung eingelegt, der jedoch nicht stattgegeben wurde. Karaolis wandte sich auch an den Justizausschuss des britischen Privy Council und bat die britische Königin Elisabeth II. um Gnade. Außerdem schrieb er eine Petition an den damaligen Gouverneur Zyperns John Harding, aber seine Bemühungen waren trotz internationaler Unterstützung nicht von Erfolg gekrönt. Obwohl von vielen Seiten um Gnade für Karaolis gebeten wurde und eine große Demonstration zu seiner Unterstützung in Athen stattfand, wichen die britischen Behörden nicht von ihrer Entscheidung ab. Wahrscheinlich erhofften sie sich durch die Vollstreckung des Urteils, den Widerstand zu schwächen, was ihnen aber nicht gelang. Unter den Gnadengesuchen war auch ein handschriftliches Bittschreiben des französischen Schriftstellers Albert Camus, in dem er Königin Elisabeth II. um Gnade für den jungen griechisch-zypriotischen Freiheitskämpfer Karaolis bat.
Nach der Verurteilung verstrich nur eine kurze Zeit bis zur Vollstreckung des Urteils. Am Morgen des 10. Mai 1956 wurde Michalakis Karaolis mit dem ebenfalls verurteilten Widerstandskämpfer Andreas Dimitriou im Zentralgefängnis von Nikosia gehängt. Sie wurden auf dem Gefängnisfriedhof ohne das Beisein von Verwandten oder Freunden beerdigt. Ihre Hinrichtung löste eine weltweite Empörung aus; ihre tapfere Haltung rief Bewunderung hervor. Karaolis hatte zu seiner Verurteilung gesagt: „Τα ελληνόπουλα δεν ξέρουν μόνο πως πρέπει να ζουν, ξέρουν και πώς να πεθαίνουν και πως την πατρίδα να τιμούν“ (deutsch ‚Kinder Griechenlands wissen nicht nur, wie man lebt, sie wissen auch, wie man stirbt und wie man sein Land ehrt.‘).

## Würdigung
In Karaolis‘ Heimatort Palechori wurde ein kleines Museum zur Erinnerung an den Befreiungskampf 1955–1959 eingerichtet. Für ihn und andere Kämpfer wurden dort Erinnerungstafeln mit ihren Lebensdaten und ihrem Porträt angebracht. Außerdem wurden zahlreiche Straßen in Griechenland und Zypern zu Ehren der beiden hingerichteten Zyprer „Karaoli & Dimitriou“ benannt, unter anderem in Athen, Piräus, Thessaloniki, Kavala, Chania, Marousi und Ermoupoli. Die Gebäude der Deutschen Botschaft Athen und der Britischen Botschaft Athen liegen an der Odos Karaoli & Dimitriou (Οδός Καραολή-Δημητρίου).
In Nikosia gibt es ein Denkmal, das Karaolis gewidmet ist.
Die zyprische Poetin Klairi Angelidou schrieb ein Gedicht über Karaolis, das von Giorgos Theofanous vertont wurde und Teil des Albums CHOES ist.